# 알랭 쥐페
알랭 마리 쥐페(Alain Marie Juppé, 1945년 8월 15일 ~)는 프랑스의 우익 정치인으로, 1995년부터 1997년까지 자크 시라크 대통령 밑에서 프랑스의 총리를 지냈다. 쥐페는 2004년 12월, 공금을 정치적 목적으로 사용한 혐의로 재판에 회부되어 유죄 판결을 받았다. 그는 잠시 동안 환경 장관을 맡으면서 환경 친화적 개발을 추구했으나, 2007년 입법 선거에서 재선에 실패한 뒤, 2007년 6월에 사임하였다. 이후 보르도의 시장으로 있었으며, 프랑스의 외무장관을 맡았다.

## 역대 선거 결과
| 선거명      | 직책명                      | 대수  | 정당         | 1차 득표율 | 1차 득표수 | 2차 득표율 | 2차 득표수 | 결과 | 당락                    |
| ----------- | --------------------------- | ----- | ------------ | ---------- | ---------- | ---------- | ---------- | ---- | ----------------------- |
| 1986년 선거 | 하원의원 (파리 선거구)      | 8대   | 공화국연합   | 35.01%     | 321,459표  |            |            | 1위  | 파리 주 하원의원 당선   |
| 1988년 선거 | 하원의원 (파리 제18선거구)  | 9대   | 공화국연합   | 43.77%     | 15,860표   | 53.70%     | 20,884표   | 1위  | 파리 주 하원의원 당선   |
| 1993년 선거 | 하원의원 (파리 제18선거구)  | 10대  | 공화국연합   | 43.71%     | 14,788표   | 59.47%     | 18,647표   | 1위  | 파리 주 하원의원 당선   |
| 1997년 선거 | 하원의원 (지롱드 제2선거구) | 11대  | 공화국연합   | 38.57%     | 12,158표   | 53.99%     | 17,827표   | 1위  | 지롱드 주 하원의원 당선 |
| 2002년 선거 | 하원의원 (지롱드 제2선거구) | 12대  | 대중운동연합 | 48.28%     | 16,331표   | 55.49%     | 16,122표   | 1위  | 지롱드 주 하원의원 당선 |
| 2007년 선거 | 하원의원 (지롱드 제2선거구) | 13대  | 대중운동연합 | 43.73%     | 15,822표   | 49.07%     | 17,712표   | 2위  | 낙선                    |
| 2008년 선거 | 보르도의 시장               | 216대 | 대중운동연합 | 56.62%     | 46,087표   |            |            | 1위  | 보르도 시장 당선        |
| 2014년 선거 | 보르도의 시장               | 216대 | 대중운동연합 | 60.95%     | 46,489표   |            |            | 1위  | 보르도 시장 당선        |